# Симеон Алексеевич
Симеон Алексеевич (3 апреля 1665, Москва — 18 июня 1669, там же) — царевич, одиннадцатый ребёнок и четвёртый сын царя Алексея Михайловича и его первой супруги Марии Милославской.

## Биография
Был назван в честь брата своей бабки — Семёна Лукьяновича Стрешнева. Крещён 22 апреля 1665 года в церкви святой Екатерины в Московском кремле.
Верховной боярыней при Симеоне была княгиня Ульяна Ивановна Голицына, затем выполнявшая эту же обязанность при его младшем брате — царевиче Петре. Как и многие дети Алексея Михайловича от первого брака, царевич Симеон был болезненным и скончался в детстве. Несколькими месяцами ранее (в марте 1669 года) умерла его мать — Мария Ильинична Милославская. Похоронен в Архангельском соборе Московского Кремля.

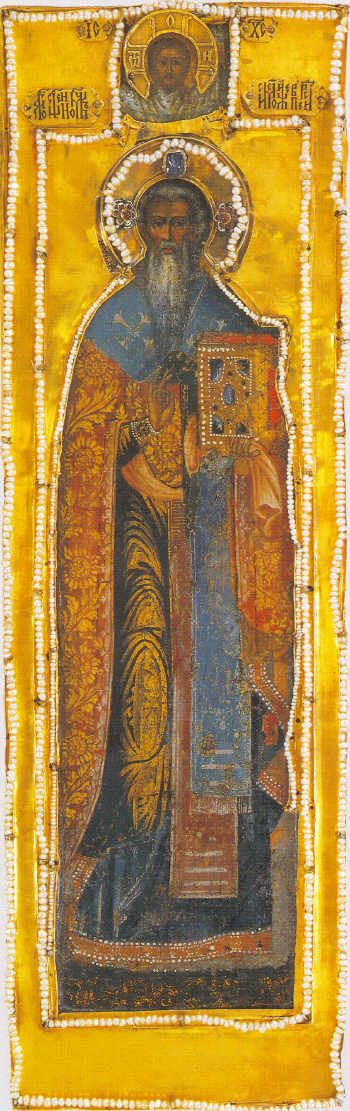
Мерная икона царевича

Надпись на надгробии гласит: «Лѣта 7177 iюня противъ 19 числа въ пятомъ часу нощи на память святаго апостола Iуды брата господня по плоти преставися рабъ божій благовернаго великаго государя царя и великого князя Алексѣя Михайловича всея великія и малыя и бѣлыя Россіи самодержца и благоверныя государыни царицы и великой княгини Маріи Ильиничны сынъ благоверный государь царевичъ и великій князь Симеонъ Алексѣевичъ и погребёнъ на семъ мѣстѣ тогожъ числа».

## Самозванчество
Умерший в возрасте четырёх лет, Симеон Алексеевич не остался бы в истории. Но в начале 1673 года в Запорожье появился молодой человек примерно пятнадцати лет. Он объявил себя чудесноспасшимся царевичем Симеоном. Авантюрист объяснил, что из-за ссоры в царской семье, он вынужден был скрываться у Степана Разина. Атаман Иван Сирко оказал ему знаки высокого почтения. Послы царя приехали с небольшим отрядом казаков, чтобы схватить самозванца. Но казаки отказались выдать «царевича». Дело чуть не дошло до столкновения.
Наконец, договорились, что Сирко пошлёт в Москву казаков, которые встретятся с царём и передадут ему письмо от «сына», в котором тот называл его батюшкой и просил о личной встрече. В ответном письме царь Алексей Михайлович написал: «Сын наш, царевич Симеон, скончался 18 июня 1669 года, мощи его погребены в церкви Архистратига Михаила при нас, при Александрийском патриархе Паисии и Московском Иосафе» и потребовал выдачи лже-царевича. Сын мещанина Семён Иванов Воробьёв был выдан московским послам, доставлен в столицу и по приговору царя и боярской думы казнён 18 сентября 1674 года.